# Факултет за производњу и менаџмент Универзитета у Источном Сарајеву
Факултет за производњу и менаџмент Требиње налази се у саставу Универзитета у Источном Сарајеву, једног од два државна универзитета у Републици Српској.

## Историјат
Факултет за производњу и менаџмент Требиње основан је одлуком Народне Скупштине Републике Српске од 15.6.1995. године као јединица у саставу Универзитета у Сарајеву Републике Српске. Оснивач и први декан Факултета био је проф. др Јован Дутина.
Факултет за производњу и менаџмент у Требињу се бави образовним, наставним и научно-истраживачким радом из области производње, менаџмента, енергетике, маркетинга, предузетништва, информационих система и система квалитета.
Прве студенте Факултет је уписао академске 1995/1996. године, а настава се изводила у изнајмљеном простору Дома културе у Требињу и амфитеатру Хидроелектрана на Требишњици.
Од октобра 2012. године, настава на Факултету за производњу и менаџмент одвија се у згради унутар комплекса бивше касарне у Требињу (Степе Степановића б.б.), у складу са Споразумом о кориштењу закљученим између Града Требиња и Универзитета у Источном Сарајеву.
Од академске 2017/2018. године Факултет организује наставу и на другом циклусу студија студијског програма Индустријско инжењерство за енергетику.
2014. године је основана Алумни организација Факултета за производњу и менаџмент Требиње. Између осталог, циљеви алумни организације су: одржавање трајне везе Факултета и студената и након завршеног студирања, повезивање и сарадња бивших студената, унапређење рада Факултета.
Руководство факултета чини деканат чији су чланови декан (проф. др Обрад Спаић) и два продекана и то:
- продекан за наставу - проф. др Душан Јокановић
- продекан за научноистраживачки рад и предузетништво - доц. др Будимирка Мариновић

Декани Факултета за производњу и менаџмент Требиње:
- 1.Проф. др Јован Дутина (1995 - 2001)
- 2.Проф. др Ранко Глушћевић (мај 2001 – октобар 2001)
- 3.Проф. др Љубомир Шибалија (2001 - 2008)
- 4.Проф. др Раде Иванковић (2008 - 2013)
- 5.Проф. др Душан Јокановић (2013 - 2021)
- 6.Проф. др Обрад Спаић (2021 - )

### Организација наставе
На Факултету настава се организује на I и II циклусу студија. Настава на I циклусу студија одвија се на два студијска програма:
- Индустријски менаџмент и
- Индустријско инжењерство за енергетику.

I циклус студија се окончава стицањем квалификација: дипломирани инжењер индустријског инжењерства и менаџмента и дипломирани инжењер индустријског инжењерства за енергетику.
Елаборатом је предвиђен Наставни план и програм у трајању од девет семестара и излазни профил – Дипломирани инжењер за производњу и менаџмент.
Уз незнатне измјене у садржају Наставног плана, предвиђено трајање наставног процеса од девет семестара је задржано до академске 2001/2002. године.
Од академске 2007/2008. године наставни процес је реорганизован на студијском програму Индустријски менаџмент у складу са принципима Болоњске декларације по моделу 4+1+3, дефинисани су ЕЦТС бодови за сваки предмет и дипломираним студентима се уз диплому уручује и Додатак дипломи који садржи вјештине, компетенције и знања носиоца дипломе.
Од академске 2011/2012. године на студијском програму Индустријски менаџмент организује се настава и на другом циклусу студија, а од академске 2012/2013. године и на првом циклусу студија студијског програма Индустријско инжењерство за енергетику.
Од академске 2011/2012. године на Факултету се организује и II циклус студија. За завршетак II циклуса студија број ECTS бодова мора бити у збиру са I циклусом 300 бодова, те приликом уписа кандидата на други циклус студија Факултет проводи поступак еквиваленције раније стечених звања у складу са релевантним Правилником Универзитета у Источном Сарајеву.
Факултет за производњу и менаџмент Требиње има потписан Протокол о сарадњи у реализацији наставе са Електротехничким факултетом Универзитета Црне Горе што је у сагласности са Споразумом о сарадњи у извођењу наставе и научно-истраживачком раду између Универзитета у Источном Сарајеву и Универзитета Црне Горе.

## Студијски програми
Основне академске студије као и студије другог циклуса студија се изводе на два студијска програма:
- Индустријски менаџмент и
- Индустријско инжењерство за енергетику.[4]

### Индустријски менаџмент
Завршетком првог циклуса студија студијског програма Индустријски менаџмент (240 ЕЦТС), студенти стичу академско звање дипломирани инжењер индустријског инжењерства и менаџмента.
Инжењери индустријског менаџмента су првенствено оспособљени да ефикасно и на одржив начин управљају производњом и производним процесима, маркетингом и менаџментом, док су мастери индустријског менаџмента оспособљени и да интегришу своје знање, рјешавају сложене проблеме и расуђују на основу информација које садрже промишљања и о друштвеним и етичким одговорностима.
Послови које дипломирани инжењери индустријског инжењерства и менаџмента су: дизајн производа, развој производа и технологије, припрему производње, организацију производње и производних процеса, мјерење и контролу производа, управљање системом квалитета, програмирање машина са ЦНЦ управљањем, послове маркетинга, послове у области ИТ технологија, менаџерства, и сл.
Завршетком другог циклуса студија, студенти продубљују и проширују своја знања стечена на првом циклусу.

### Индустријско инжењерство за енергетику
Индустријско инжењерство за енергетику је широко поље инжењерства које обухвата енергетски менаџмент и енергетску ефикасност, управљање енергетским објектима, инжењеринг постројења, еколошку усклађеност, одрживу енергију и технологије обновљивих извора енергије. Ово је једна од новијих инжењерских дисциплина која комбинује знања из области физике, математике и хемије са енергетским, економским и еколошким праксама.
Стечене вјештине инжењера индустријског инжењерства за енергетику су примјењиве у планирању, производњи, управљању, повећању ефикасности и развоју обновљивих и необновљивих извора енергије.

## Катедре
Наставно-истраживачки процес на Факултету организован је и одвија се кроз три катедре:
- Катедра за производно инжењерство
- Катедра за менаџмент у индустрији
- Катедра за инжењерство за енергетику

## Научно-истраживачки рад
Образовна дјелатност Факултета нужно укључује и научно-истраживачки рад који се подразумијева у стручном усавршавању наставника и сарадника у настави. Приступом Конзорцијуму библиотека Републике Српске за обједињену набавку (КоБРСОН) Факултет је омогућио како наставном особљу тако и библиотеци Факултета бољу доступност и коришћење научних информација. Такође, сви наставници Факултета су чланови Информационог система о истраживачкој дјелатности у Републици Српској, тј. ЕCRIS система који укључује базе података о истраживачким организацијама, истраживачима и пројектима. Као резултат научно-истраживачког рада и активности на нивоу Универзитета, Факултету за производњу и менаџмент је током 2012. године омогућен приступ публикацијама садржаним у научној бази података SpringerLink чији значај се огледа у чињеници да велики број публикација којима се може приступити обухвата истраживања из научних области које покрива наставни план и програм Факултета: инжењерство, информатика, физика, математика, статика, и сл.
Научно-истраживачки аспект функционисања Факултета огледа се и у реализованим пројектима суфинансираним од стране Министарства науке и технологије Републике Српске.
У току 2013. године, у склопу „Подршке техничкој култури и иноваторству“ Министарство цивилних послова БиХ суфинансира реализацију пројекта „Израда пројектне документације и прототипа носача сочива за наочале“ чији је носилац Факултет у партнерству са неколико институција и удружења из Источне Херцеговине.

## Лабораторије
Факултет за производњу и менаџмент Требиње посједује 4 лабораторије у којима се одвијају истраживања и лабораторијске вјежбе:
- Лабораторија за савремену производњу,
- ЦНЦ учионица
- ЦНЦ лабораторија,
- Мјерна лабораторија,
- Лабораторија за микроскпоску анализу.

Основна намјена наведене лабораторијске опреме је обука студената I и II циклуса студија кроз извођење лабораторисјких вјежби, израду магистарских/мастер радова, докторских дисертација, као и за научно-истраживачки рад наставника и сарадника из својих научних области. Лабораторијска опрема могућава пружање услуга из области развоја производа и технологије примјер чега је успостављена сарадња између Факултета и предузећа Орао, а.д. Бијељина чиме је успостављена функционална веза између науке и привреде.

## Удружење студената
Оснивањем Факултета за производњу и менаџмент Требиње почиње са радом и студентска организација која је основана 1996. године под називом Савез студената Факултета за производњу и менаџмент са основним циљем да промовише права и интересе студената Факултета у склопу програмских дјелатности: побољшање студентског стандарда организовање спортског, културног и јавног живота, хуманитарних манифестација, студентских екскурзија подстицање и развијање сарадње са студентима у Републици Српској и свијету допринос друштвеном и културном развоју Републике Српске, отварање објеката за потребе студената (клуб, штампарија, читаоница, и др.) остале дјелатности за остваривање циљева Савеза.
Од 2012. године, Савез постаје Удружење студената Факултета за производњу и менаџмент Требиње
Удружење студената ФПМ има своје представнике у Студентском парламенту Универзитета у Источном Сарајеву, Комисији за квалитет и квантитет наставе, представника у Сенату Универзитета у име студената регије Фоча-Требиње, представника у Унији студената Републике Српске (студент ФПМ је потпредсједник за спољну сарадњу).
Удружење студената ФПМ је пуноправан члан ЗОСМ (Заједница организација студената машинства). На нивоу Факултета, Удружење координише свој рад помоћу студентских представника (по два студента са сваке године првог и другог циклуса академских студија) и има своје представнике у Научно-наставном вијећу Факултета.